# Грю, Джозеф Кларк (второй)
Джозеф Кларк Грю II (англ. Joseph Clark Grew; род. 20 декабря 1939 года) — американский прелат епископальной церкви, который служил епископом Огайо с 1994 по 2004 год.
Грю родился 20 декабря 1939 года в Нью-Йорке, сын Генри Стерджиса Грю-младшего и Селины Ричардс Вуд. Грю — внучатый племянник Джозефа Грю, который был американским дипломатом и сотрудником дипломатической службы, в частности, служил послом Соединенных Штатов в Японии во время нападения на Перл-Харбор. Он получил образование в школе Святого Марка в Саутборо, штат Массачусетс, и окончил её в 1958 году. Затем он поступил в Гарвардский колледж и в 1962 году получил степень бакалавра искусств. После колледжа он служил в военно-морском флоте Соединенных Штатов с 1962 по 1967 год. Он также командовал USS Constitution с 28 июня 1965 года по 28 апреля 1967 года. Получил звание лейтенанта.